# Ilona Singer

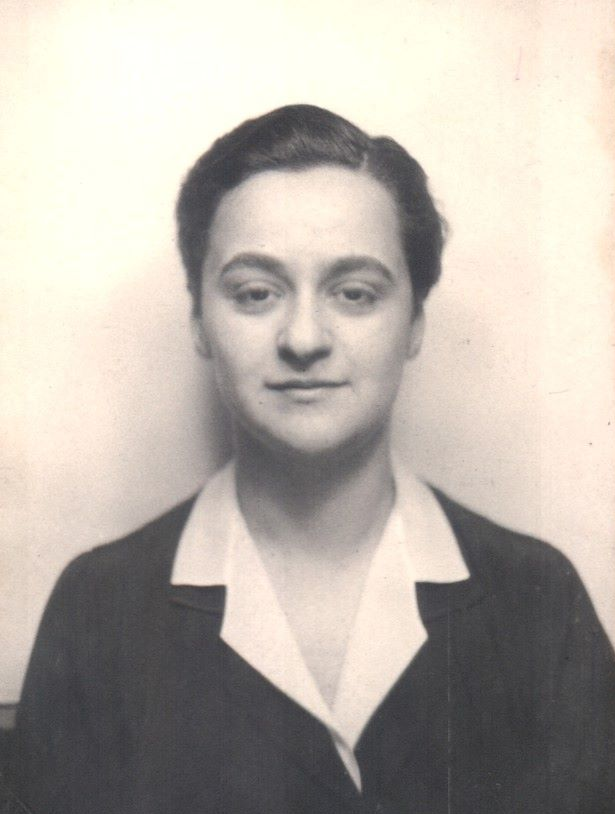
Ilona Singer im April 1930

Ilona Singer (* 8. Juni 1905 in Budapest; † nach dem 15. Mai 1944 im KZ Auschwitz) war eine ungarische Malerin und Grafikerin der Verschollenen Generation.

## Leben

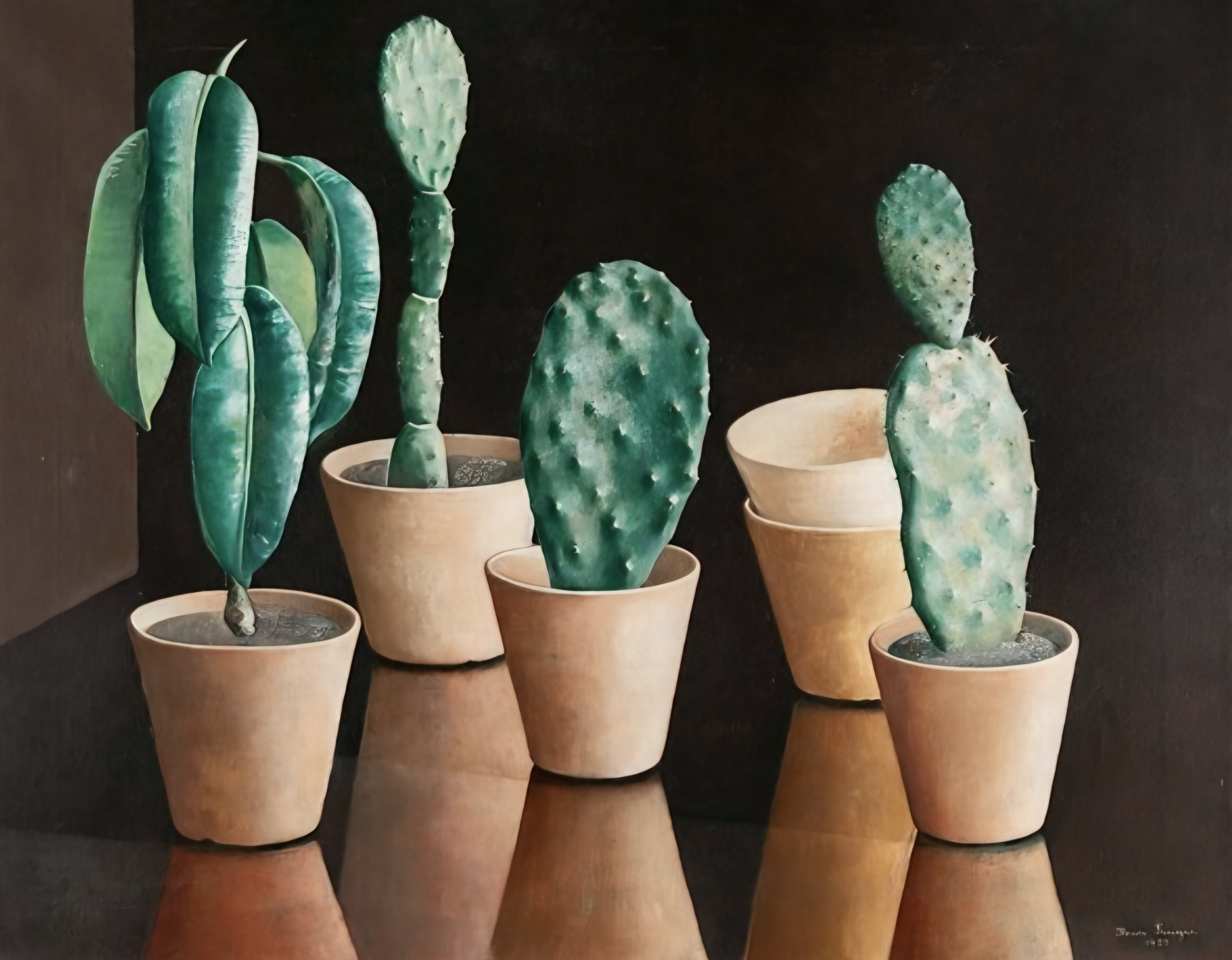
Stillleben mit Kakteen und Gummibaum, 1929, Öl auf Leinwand, 60 × 75 cm, Privatbesitz

Ilona Singer wurde als jüngste von zwei Töchtern des Kaufmanns Arnold Singer (* 1868) und seiner Frau Emilie (1878–1942), geb. Rindler, in eine deutschsprachige jüdische Familie in Budapest geboren. Von 1923 bis 1925 studierte sie in Berlin an den Vereinigten Staatsschulen für freie und angewandte Kunst. Bis zum Ende der 1930er Jahre hatte sie ihren ständigen Wohnsitz in Berlin und unternahm mehrere Studienreisen in die Schweiz, nach Italien und Frankreich. Von August 1925 bis Anfang Mai 1926 lebte sie in Rom, vermutlich ebenfalls zu Studienzwecken. Auch in den Folgejahren reiste sie regelmäßig nach Italien.
Ilona Singer war von 1927 bis 1932 Mitglied des Vereins der Berliner Künstlerinnen und stellte zum ersten Mal 1927 in Berlin bei der Großen Berliner Kunstausstellung aus. Im Herbst 1930 stellte sie zum ersten Mal in Prag aus und nahm mit ihren Werken an der Ausstellung der Prager Secession teil.

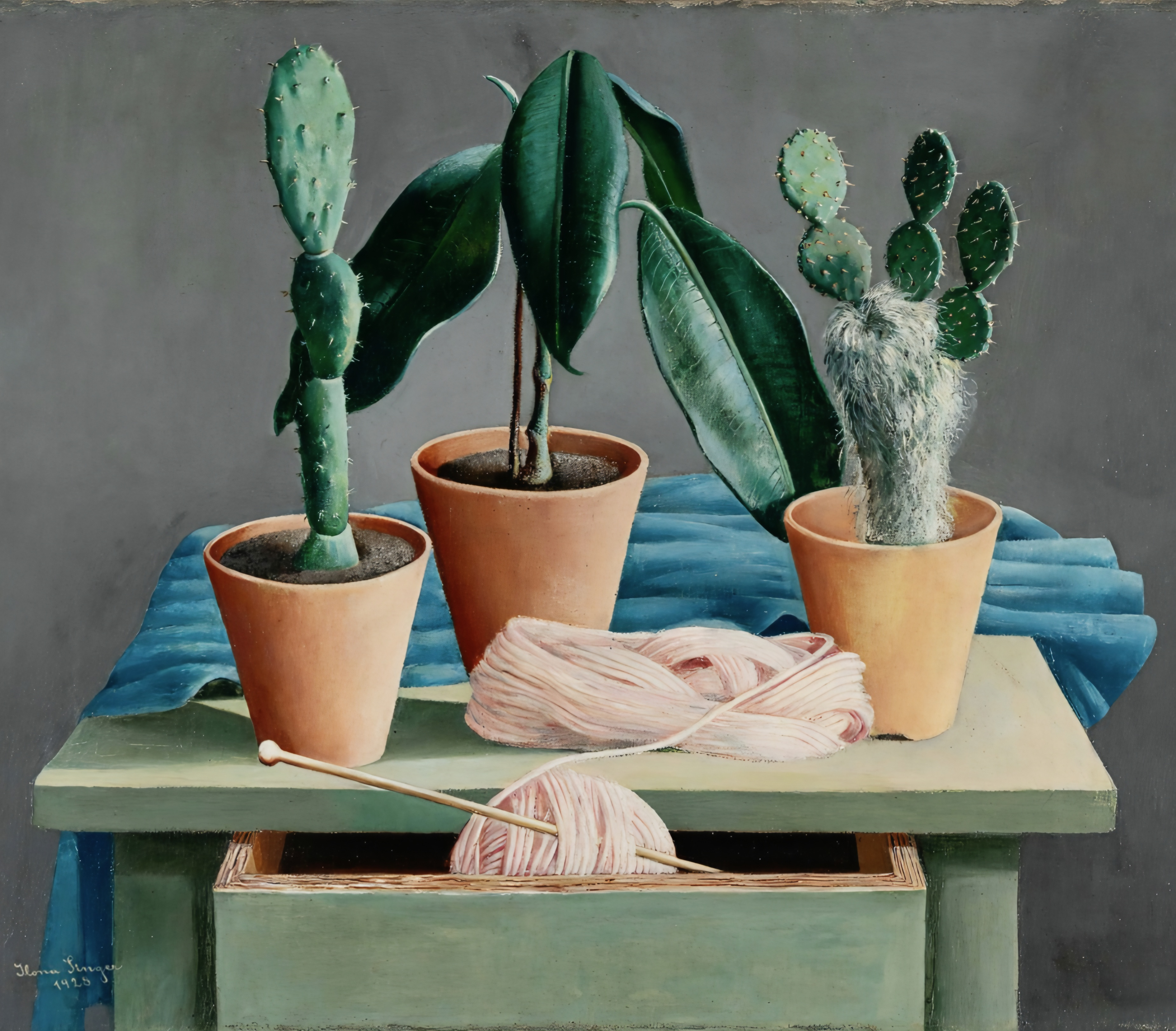
Kakteen (Stillleben mit Kakteen und Wollknäuel), 1928, Öl auf Leinwand, 50 × 60 cm, Privatbesitz

Ende der 1930er Jahre heiratete sie Felix Weinberger, der am 27. März 1904 im südmährischen Göding, heute Hodonín in Tschechien, geboren wurde. Nach der Hochzeit zog das Paar nach Göding und lebte dort in der Ringgasse 8. Am 27. Januar 1943 wurden Ilona und ihr Ehemann Felix in das Ghetto Theresienstadt deportiert und am 15. Mai 1944 in das KZ Auschwitz überführt, wo beide ermordet wurden.

## Werk
Ilona Singer malte im Stil der Neuen Sachlichkeit und war stark beeinflusst von Alexander Kanoldt, dessen Werk sie in Berlin kennengelernt hatte. Nur sehr wenige Bilder von ihr haben sich erhalten. Allein drei Ölgemälde und ein Konvolut von Zeichnungen befinden sich im Jüdischen Museum in Prag.

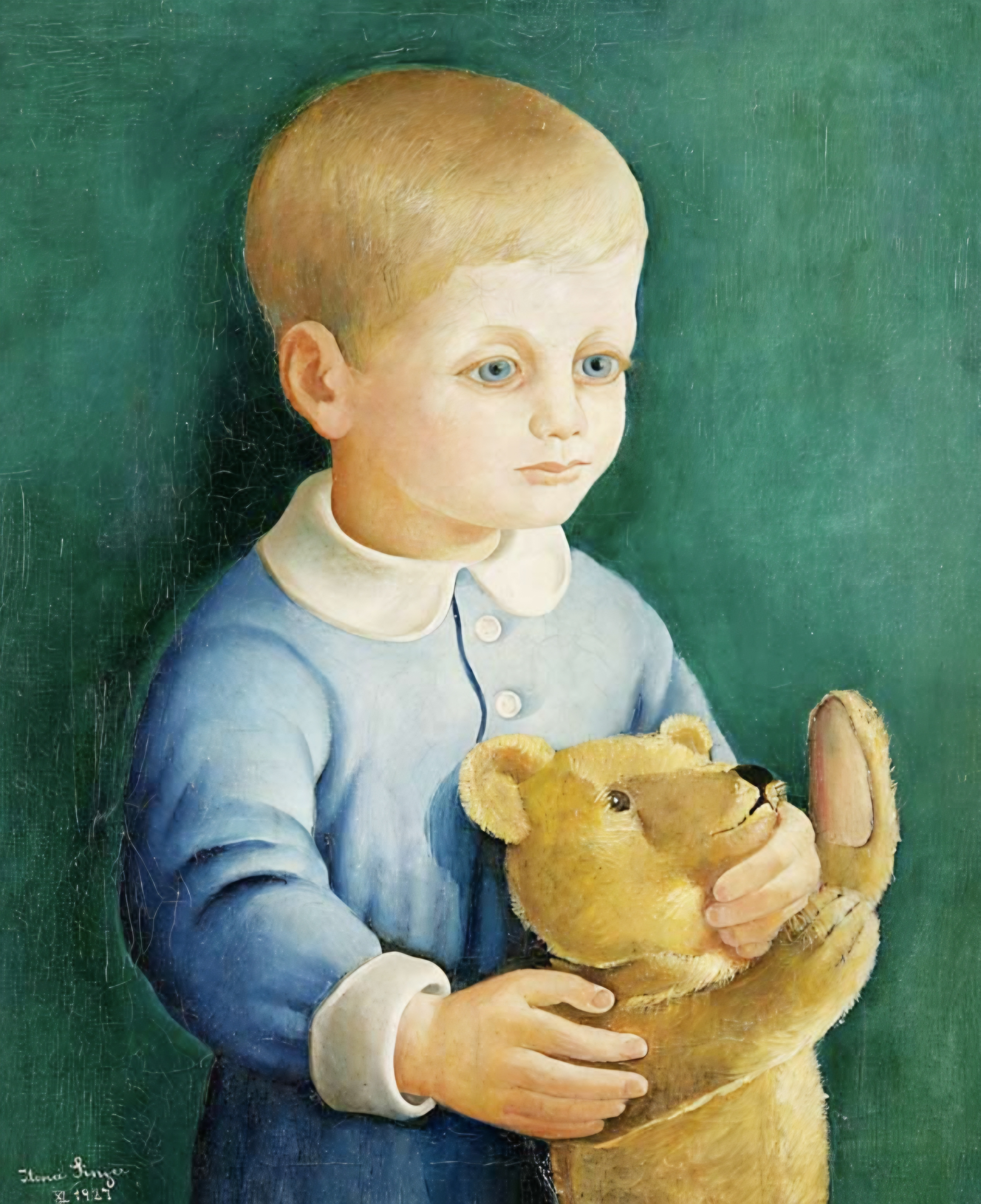
Kind mit Teddybär, 1927,
Öl auf Leinwand, 55 × 45 cm, Privatbesitz

Erst in den letzten zwei Jahrzehnten tauchten Werke der Künstlerin vereinzelt im internationalen Kunsthandel auf und erreichten zuletzt Höchstpreise. Im Dezember 2024 wurde ihr Ölgemälde Stillleben mit Kakteen und Gummibaum aus dem Jahre 1929 bei Karl & Faber in München für über 200.000 € versteigert. Im Juni 2025 konnte dasselbe Auktionshaus ein Ergebnis von fast 280.000 € für das Bild Kakteen (Stillleben mit Kakteen und Wollknäuel) aus dem Jahr 1928 erzielen.
Im Zusammenhang mit der Vorbereitung der Ausstellung European Realities in Chemnitz konnte ein weiteres Werk der Künstlerin im Privatbesitz aufgefunden werden. Es handelt sich um das um 1930 entstandene Ölgemälde Kakteen mit leeren Töpfen, wieder „ein hervorragendes Beispiel für ihre [Singers] fotorealistische Malerei im Sinne des Neuen Realismus“.

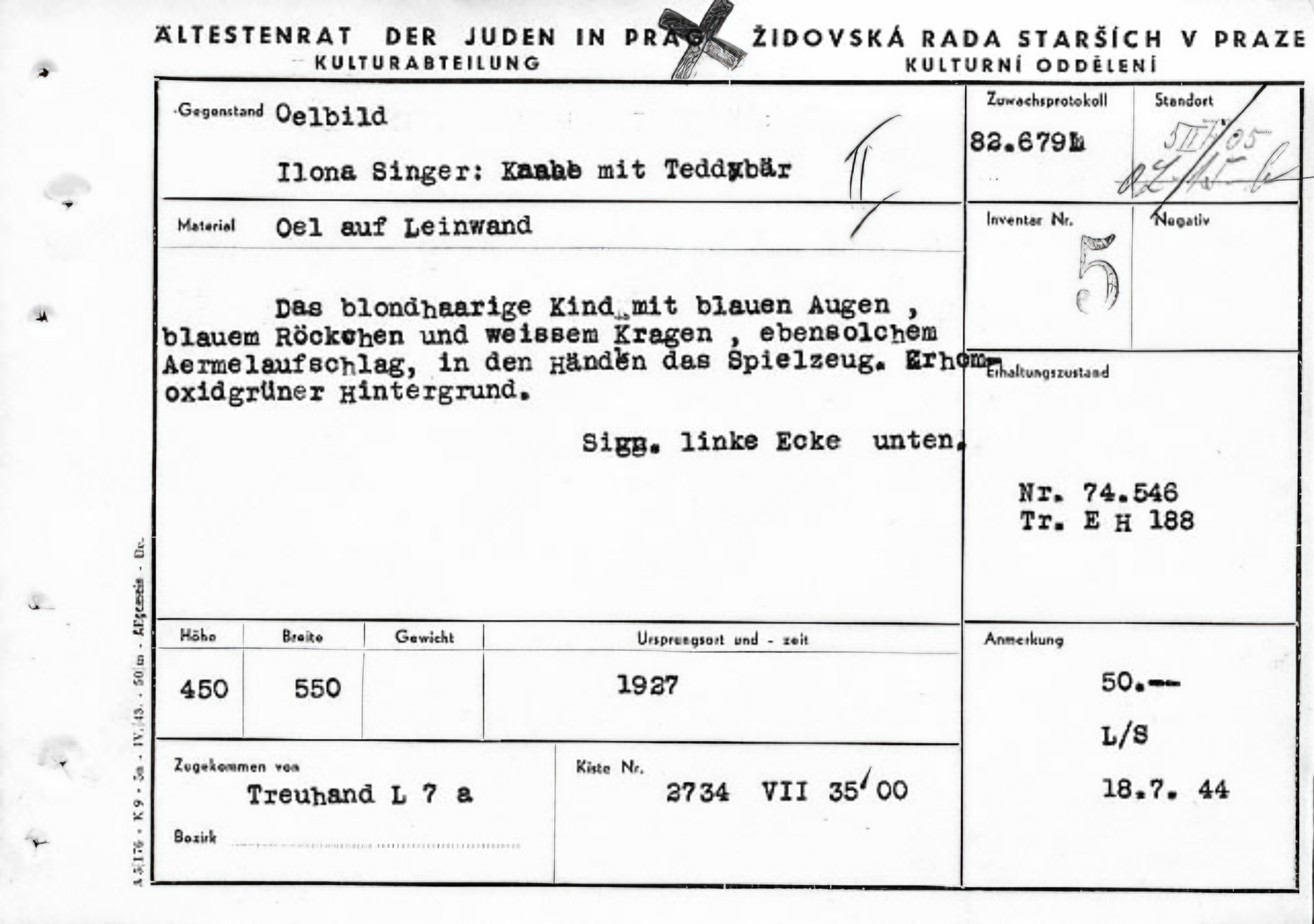
Ältestenrat der Juden in Prag – Kulturabteilung, Karteikarte für Ilona Singers Ölbild Knabe mit Teddybär, 1927

## Werke (Auswahl)
im Privatbesitz:
- Kind mit Teddybär, 1927, Öl auf Leinwand, 55 × 45 cm
- Bildnis von Robert Mendelssohn, 1928, Öl auf Leinwand, 55 × 46 cm
- Junge mit Büchern, 1928, Öl auf Leinwand, 66 × 51 cm
- Kakteen (Stillleben mit Kakteen und Wollknäuel), 1928, Öl auf Leinwand, 50 × 60 cm
- Stillleben mit Kakteen und Gummibaum, 1929, Öl auf Leinwand, 60 × 75 cm
- Kakteen mit leeren Töpfen, um 1930, Öl auf Leinwand
- Stillleben mit Blumen, 1931, Tempera auf Papier, 40 × 33 cm

im Besitz des Jüdischen Museums Prag:
- Mädchen mit Goldregen, 1930, Öl auf Leinwand, 60 × 45 cm
- Stillleben mit Kakteen, 1930, Öl auf Leinwand, 70 × 90 cm
- Mann mit roter Krawatte, 1930, Öl auf Leinwand, 41 × 33 cm
- Sammlung von Zeichnungen und Skizzen aus dem Nachlass

Verbleib unbekannt:
- Lesende (GBK 1927)
- Mädchenbildnis (GBK 1928)
- Knabe (GBK 1928)
- Pariserin (GBK 1928)

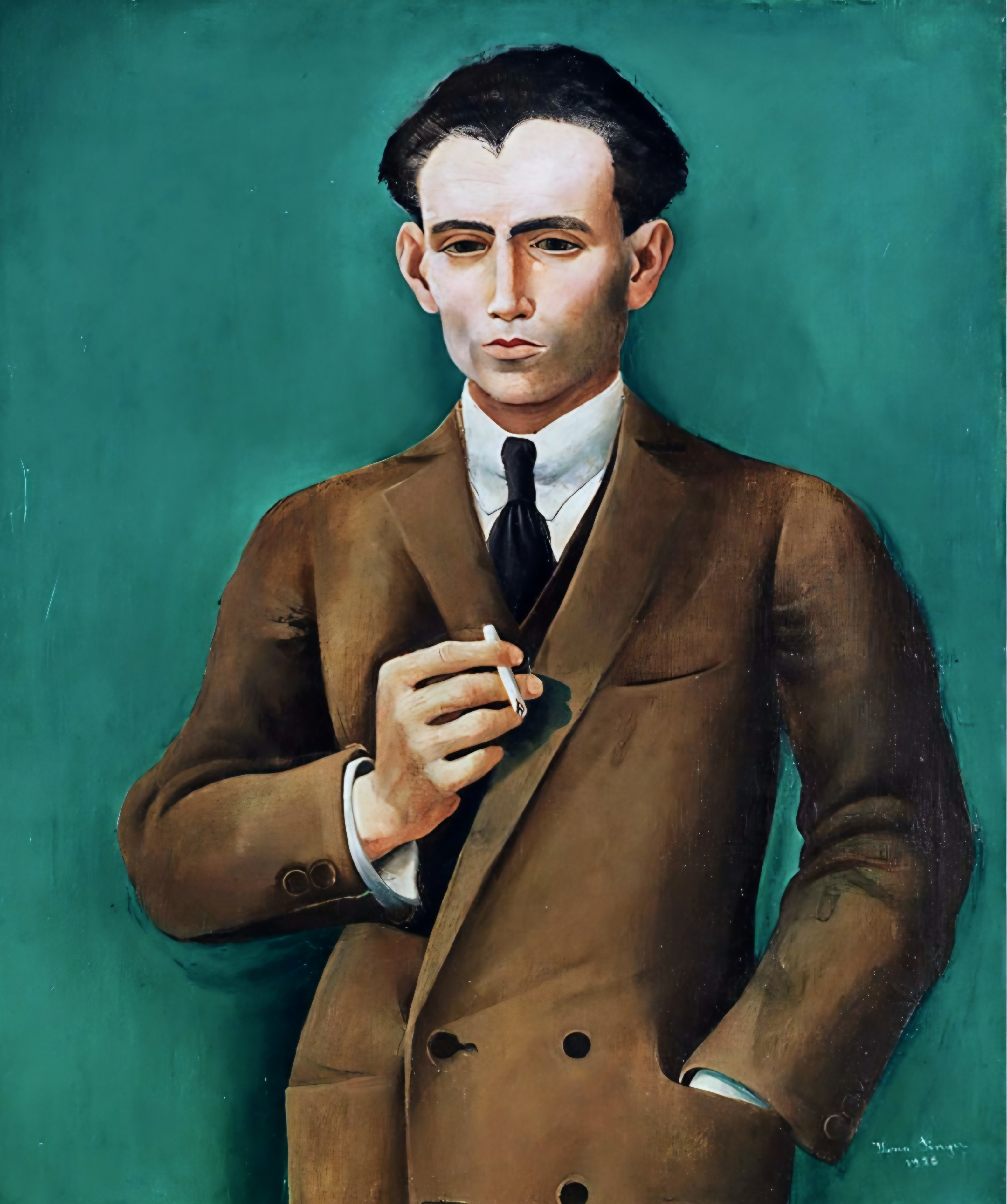
Bildnis Robert von Mendelssohn, Öl auf Leinwand, 1928, 55 × 46 cm, Privatbesitz

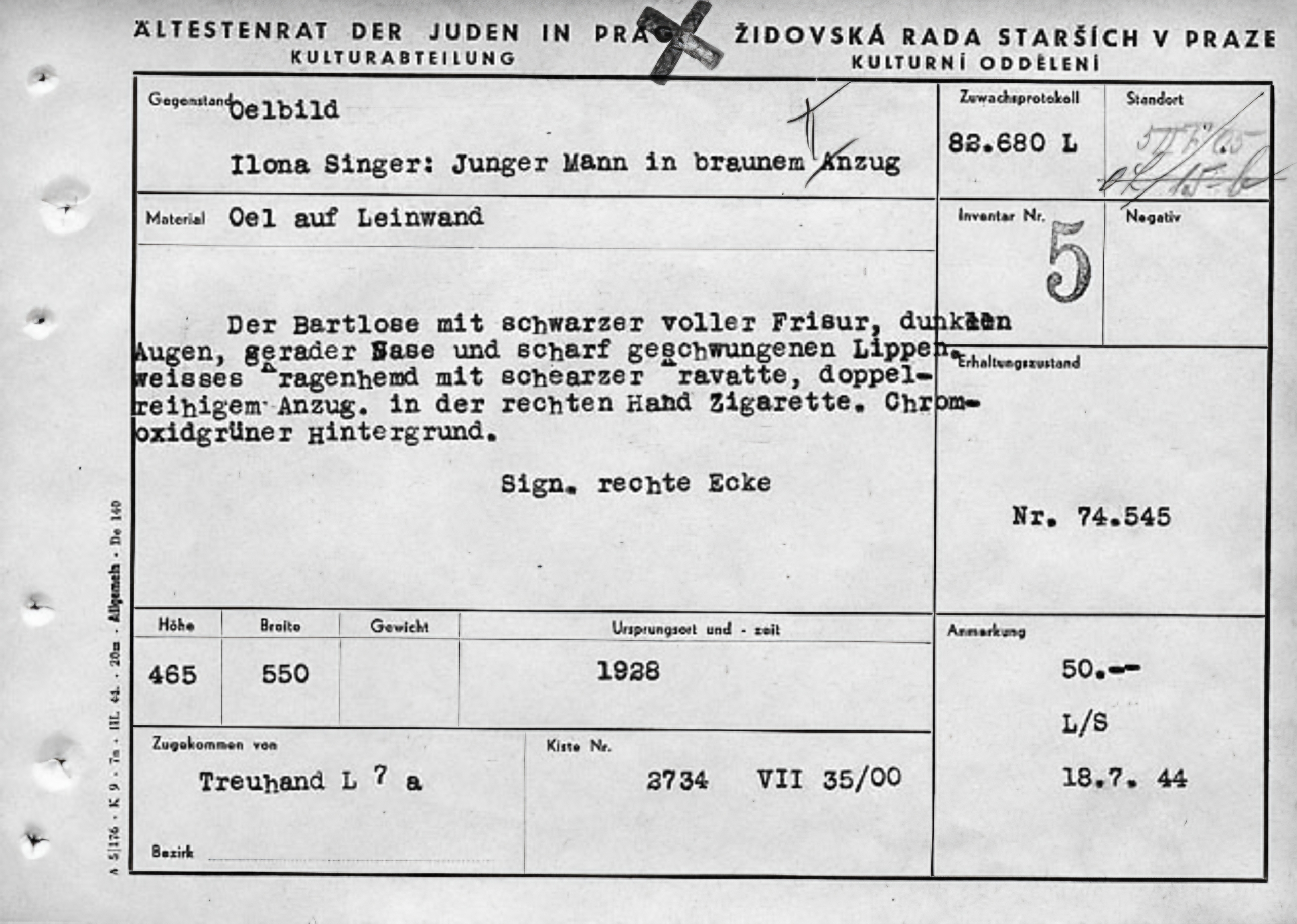
Ältestenrat der Juden in Prag – Kulturabteilung, Karteikarte für Ilona Singers Ölbild Junger Mann in braunem Anzug, 1928

- Frau Oberstudiendirektorin Dr. Elsa Matz M. d. R., 1929 (?), Öl auf Leinwand[Anm. 2]
- Heimarbeiterinnen (GBK 1930, Abb. im Katalog)
- Zwei Brüder (GBK 1931)

## Gemeinschaftsausstellungen
zu Lebzeiten:
- 1927: Große Berliner Kunstausstellung
- 1928: Große Berliner Kunstausstellung[13]
- 1929: Große Berliner Kunstausstellung[14]
- 1930: Große Berliner Kunstausstellung[15]
- 1930: Ausstellung der Prager Secession, Prag
- 1931: Große Berliner Kunstausstellung[16]

posthum:
- 2022: Ausstellung Nové Realismy, Museum MORE (Museum voor modern realisme), Gorssel, Niederlande[17]
- 2024: Ausstellung New Realisms, Stadtgalerie Prag (GHMP)[18]
- 2024: Jubiläumsausstellung Die Neue Sachlichkeit, Kunsthalle Mannheim.
- 2025: European Realities. Realismusbewegungen der 1920er und 1930er Jahre in Europa. Museum Gunzenhauser, Chemnitz[19]

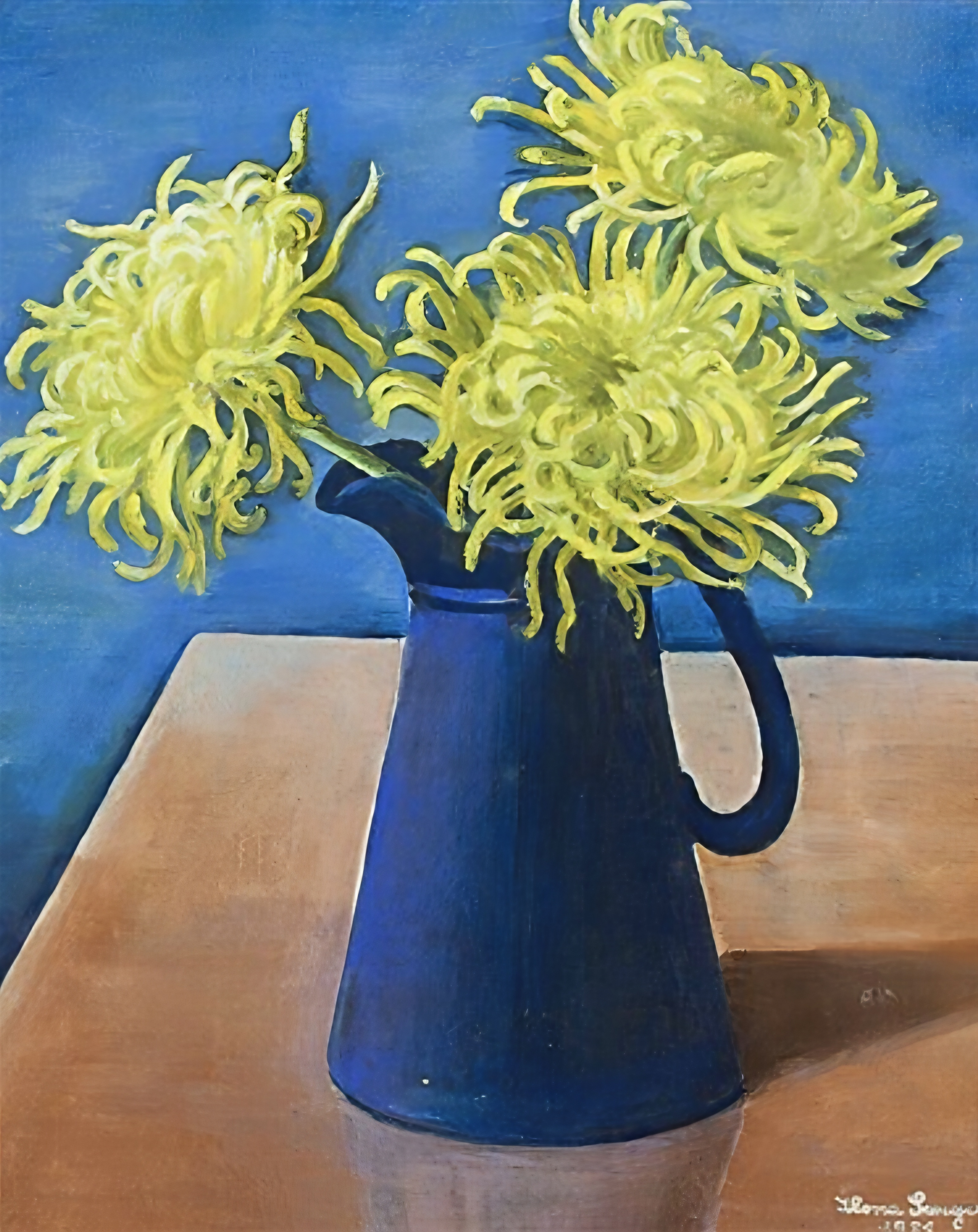
Stillleben mit Blumen, 1931, Tempera auf Papier, 40 × 33 cm, Privatbesitz

## Zweifacher Kunstraub
Drei Ölgemälde der Künstlerin, die sich im Besitz ihrer Schwester Margit Hahn (1902–1944) befanden, wurden nach der Deportation von Margit und ihrem Sohn Jan (1926–1944) konfisziert und der Treuhandstelle Prag als zentraler Sammelstelle für beschlagnahmtes Eigentum jüdischer Bürger zugeleitet. Von zwei Bildern haben sich die dazugehörigen Karteikarten der Kulturabteilung des Ältestenrats der Juden in Prag erhalten. Es handelt sich einerseits um das Ölgemälde Kind mit Teddybär (hier bezeichnet als Knabe mit Teddybär) aus dem Jahre 1927 und um das 1928 entstandene Werk Bildnis Robert von Mendelssohn (hier bezeichnet als Junger Mann in braunem Anzug).
Von hier gelangten die Werke im Juli 1944 in das Jüdische Zentralmuseum, das 1945 in Jüdisches Museum Prag umbenannt wurde. Das Museum besaß bis 1967 fünf Bilder von Ilona Singer. In jenem Jahr wurden die Bilder Kind mit Teddybär und Bildnis Robert von Mendelssohn unter bis heute ungeklärten Umständen aus dem Museum entwendet.
2008 und 2009 wurden die Gemälde dann von privater Seite über das Auktionshaus Dorotheum zum Verkauf angeboten. Das Bildnis Robert von Mendelssohn wurde trotz Protesten und des Hinweises des Jüdischen Museums, dass es sich hier eindeutig um Raubkunst handelt, verkauft. Das Bild Kind mit Teddybär konnte vom Einlieferer zurückgezogen werden, es wurde nicht beschlagnahmt oder an das Museum zurückgegeben.
Nach einer gütlichen Einigung mit den Erben von Margit Hahn gelangten beide Bilder über ein Jahrzehnt später abermals in den Kunsthandel. Das Bildnis Robert von Mendelssohn wurde 2019 bei Ketterer Kunst für 80.000 € verkauft, 2021 erzielte Kind mit Teddybär 37.500 €. Der Diebstahl aus dem Museum spielte beim Verkauf keine juristische Rolle mehr. Beide Bilder befinden sich heute in Privatbesitz.